# Захарівський район
Захарівський район (до 1927 року — Захар'ївський, у 1927—2016 роках — Фрунзівський) — колишній район в Одеській області (Україна). Адміністративним, промисловим та культурним центром Захарівського району Одеської області є смт Захарівка (у 1927—2016 роках — Фрунзівка), з кількістю населення 5298 чоловік.
Ліквідований відповідно до постанови Верховної Ради України «Про утворення та ліквідацію районів» від 17 липня 2020 року № 807-IX.

## Географія
Район знаходився на заході області, межуючи із Республікою Молдова на заході, Великомихайлівським районом на півдні, Великомихайлівським районом на сході, Подільським районом на півночі й Окнянським та Ананьївським районами Одеської області на північному заході та сході відповідно.
Територією району протікає річка Кучурган. Тут проводили розкопи викопної фауни (14 біозона Мейна) палеотеріологи з групи Вадима Топачевського.

### ПЗФ
На території району було створено ботанічний заказник загальнодержавного значення Павлівський, ландшафтний заказник місцевого значення Шептереди.

## Історія
В 1923 році Захарівка стала центром новоутвореного району.
3 серпня 1941 року гітлерівці вдерлися у село, але невдовзі на їх місце прийшли румунські окупанти.
Понад 1000 захарівців із зброєю в руках боролися проти ворога на фронтах Другої Світової війни. 283 з них віддали життя за свободу.
4 квітня 1944 року війська 2-го Українського фронту визволили територію району.
В 1963 році Фрунзівку було віднесено до розряду селищ міського типу.
05.02.1965 Указом Президії Верховної Ради Української РСР передано сільради Фрунзівського району: Бранкованівську та Малігонівську — до складу Ширяївського району, а Соше-Острівську — до складу Великомихайлівського району.

## Населення
Розподіл населення за віком та статтю (2001)
| Стать | Всього | До 15 років | 15-24 | 25-44 | 45-64 | 65-85 | Понад 85 |
| --- | ------ | ----------- | ----- | ----- | ----- | ----- | -------- |
| Чоловіки | 9803   | 2474        | 1433  | 2878  | 2076  | 916   | 26       |
| Жінки | 11 247 | 2312        | 1455  | 2895  | 2582  | 1828  | 175      |
| \| Статево-вікова піраміда \| Статево-вікова піраміда \| Статево-вікова піраміда \| \| ----------------------- \| ----------------------- \| ----------------------- \| \| Чоловіки \| Вік \| Жінки \| \| 26 \| 85 + \| 175 \| \| 55 \| 80-84 \| 205 \| \| 163 \| 75-79 \| 494 \| \| 302 \| 70-74 \| 621 \| \| 396 \| 65-69 \| 508 \| \| 565 \| 60-64 \| 814 \| \| 330 \| 55-59 \| 500 \| \| 556 \| 50-54 \| 599 \| \| 625 \| 45-49 \| 669 \| \| 794 \| 40-44 \| 760 \| \| 713 \| 35-39 \| 760 \| \| 697 \| 30-34 \| 712 \| \| 674 \| 25-29 \| 663 \| \| 664 \| 20-24 \| 652 \| \| 769 \| 15-20 \| 803 \| \| 980 \| 10-14 \| 948 \| \| 834 \| 5-9 \| 753 \| \| 660 \| 0-4 \| 611 \| |        |             |       |       |       |       |          |
| Статево-вікова піраміда |        |             |       |       |       |       |          |
| Чоловіки | Вік    | Жінки       |       |       |       |       |          |
| 26 | 85 +   | 175         |       |       |       |       |          |
| 55 | 80-84  | 205         |       |       |       |       |          |
| 163 | 75-79  | 494         |       |       |       |       |          |
| 302 | 70-74  | 621         |       |       |       |       |          |
| 396 | 65-69  | 508         |       |       |       |       |          |
| 565 | 60-64  | 814         |       |       |       |       |          |
| 330 | 55-59  | 500         |       |       |       |       |          |
| 556 | 50-54  | 599         |       |       |       |       |          |
| 625 | 45-49  | 669         |       |       |       |       |          |
| 794 | 40-44  | 760         |       |       |       |       |          |
| 713 | 35-39  | 760         |       |       |       |       |          |
| 697 | 30-34  | 712         |       |       |       |       |          |
| 674 | 25-29  | 663         |       |       |       |       |          |
| 664 | 20-24  | 652         |       |       |       |       |          |
| 769 | 15-20  | 803         |       |       |       |       |          |
| 980 | 10-14  | 948         |       |       |       |       |          |
| 834 | 5-9    | 753         |       |       |       |       |          |
| 660 | 0-4    | 611         |       |       |       |       |          |

За переписом 2001 року розподіл мешканців району за рідною мовою був наступним:
- українська — 92,09 %
- румунська — 4,06 %
- російська — 3,22 %
- болгарська — 0,14 %
- вірменська — 0,10 %
- німецька — 0,10 %
- білоруська — 0,07 %

Населення району проживає в 53 населених пунктах (з них 2 селища міського типу), які входять до 2 селищних та 11 сільських рад і станом на 2015 рік становило 20 242 осіб, з них міського — 8 869, сільського — 11 373 осіб.

## Політика
25 травня 2014 року відбулися Президентські вибори України. У межах Захарівського району було створено 19 виборчих дільниць. Явка на виборах складала — 50,23 % (проголосували 7 311 із 14 554 виборців). Найбільшу кількість голосів отримав Петро Порошенко — 37,57 % (2 747 виборців); Сергій Тігіпко — 18,59 % (1 359 виборців), Юлія Тимошенко — 16,85 % (1 232 виборців), Михайло Добкін — 5,92 % (433 виборців), Олег Ляшко — 5,36 % (392 виборців). Решта кандидатів набрали меншу кількість голосів. Кількість недійсних або зіпсованих бюлетенів — 3,49 %.

## Відомі уродженці
- У 1854 році у Захарівці народився Василь Михайлович Фрунзе, батько радянського державного та воєнного діяча Михайла Васильовича Фрунзе.
- В 1896 році в Затишші, народився підполковник Армії УНР (в еміграції — генерал-хорунжий) — Павло Михайлович Базилевський.
- У 1899 році, в селі Торосове (тоді німецька колонія Hoffnungsfeld) народився, державний і політичний діяч Третього Рейху — Георг Ляйббрандт.